# Ingrid Mirbach
Ingrid Mirbach (geb. vor 1948) ist eine deutsche Schauspielerin.

## Leben
Mirbach war von 1948 bis 1952 am Deutschen Schauspielhaus in Hamburg engagiert. Von 1952 bis 1954 spielte sie an den Städtischen Bühnen Kiel, darunter in Peterchens Mondfahrt. Ab 1954 gehörte sie zum Ensemble der Städtischen Bühnen Nürnberg-Fürth. Dort war sie 1954 als Betty in Arthur Millers Hexenjagd zu sehen. Ebenfalls in Nürnberg verkörperte sie 1955 Franziska in Lessings Minna von Barnhelm und Alice in Kaisers Kolportage. Mirbach, verheiratet mit dem Schauspieler Walter Ruch, wirkte in den 1950er Jahren in einigen Film- und Fernsehproduktionen mit.

## Filmografie
- 1950: Insel ohne Moral
- 1954: Ein Traum wird wahr
- 1954: Tanz in der Sonne
- 1958: Stahlnetz: Sechs unter Verdacht
- 1959: Die schönste Blume